# 柴田健斗
柴田 健斗（しばた けんと、1989年2月8日 - ）は、愛知県一宮市出身の元プロ野球選手（投手）。右投右打。

## 経歴

### プロ入り前
小学3年から野球を始め、一宮北部中時代は愛知江南ボーイズに所属していた。
中京大中京高校では1年時からベンチ入り。1年夏には控え捕手として甲子園に出場し、準々決勝進出を経験している。その後は内野手・投手として起用され、3年春の大会後に正捕手の座を獲得。3年夏は愛知高に2対4で敗れ県大会4回戦敗退に終わった。
中京大学進学後1年時は捕手を務め、その後投手として活躍。中継ぎ・抑えで1部リーグ通算10試合に起用された。4年春に最下位転落、入替戦連敗を喫し、同年秋は15季ぶりの2部リーグで救援1試合に登板。入替戦では2試合にリリーフで起用されたが、惜しくも1勝2敗で昇格を逃した。 
エイデン愛工大OB BLITZ入団後は1年目から公式戦に出場。同年秋に広島東洋カープ入団テストを受験し、ただ一人2次通過を果たしたことで注目を集める。球速を買われて下位指名が検討されたが、指名対象外の1年目の選手であったため見送りとなった。2年目は直球を武器に抑えとしてチームに貢献し、都市対抗1次予選突破を経験。2次予選は東海理化に0対4で初戦敗退となり、自身も四球・失策絡みで2回1失点に終わった。広島、ソフトバンクなどプロ7球団スカウトの前で最速148km/hをマークしている。

### プロ入り後
2013年に、BCリーグの信濃グランセローズへ入団。セットアッパーとして35試合54.2回に登板。61安打を浴び、24四死球を出しながらも、56奪三振の力投で防御率2.63を記録した。同年10月24日に行われたプロ野球ドラフト会議2013においてオリックス・バファローズから支配下登録枠で7位指名を受けた。BCリーグ出身の選手が支配下登録枠で指名されるのは2009年の前田祐二、2012年の森本将太に次いで3人目（指名球団は3名ともオリックス）で、信濃からは初めてであった。
2014年のオリックス入団後は一軍公式戦の登板機会がなく、2015年10月3日に球団から戦力外通告を受けた。なお、通告後の11月10日には、シートバッティング形式の12球団合同トライアウト（草薙球場）に参加。最速144km/hのストレートで角晃多から空振り三振を奪うなど、打者3人を無安打に抑えた。

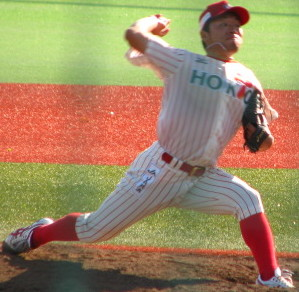
2013年4月27日

2015年12月にスポーツ紙に掲載されたコメントでは、「四国・愛媛で再出発」としていた。2016年1月19日、四国アイランドリーグplus・愛媛マンダリンパイレーツの監督だった弓岡敬二郎は、ウェブサイトに寄稿した文章で柴田が愛媛に入団予定であると記述した。それから6日後の1月25日に球団が柴田の獲得を発表した。
2016年のシーズンは27試合に登板して2勝2敗3セーブの成績であった。シーズン終了後、愛媛を退団（自由契約）することが発表された。なお、同年の学生野球資格回復研修を受講した上で、翌2017年2月7日に日本学生野球協会より学生野球資格回復の適性認定を受けたことにより、学生野球選手への指導が可能となった。

## 詳細情報

### 年度別投手成績
- 一軍公式戦出場なし

### 独立リーグでの年度別投手成績
| 年 度      | 球 団      | 登 板 | 勝 利 | 敗 戦 | セ 丨 ブ | 完 投 | 勝 率 | 投 球 回 | 打 者 | 被 安 打 | 被 本 塁 打 | 奪 三 振 | 与 四 球 | 与 死 球 | 失 点 | 自 責 点 | 暴 投 | ボ 丨 ク | 失 策 | 防 御 率 | W H I P |
| ---------- | ---------- | ----- | ----- | ----- | -------- | ----- | ----- | -------- | ----- | -------- | ----------- | -------- | -------- | -------- | ----- | -------- | ----- | -------- | ----- | -------- | ------- |
| 2013       | 信濃       | 35    | 0     | 2     | 0        | 0     | .000  | 54.2     | 249   | 61       | 1           | 56       | 19       | 5        | 25    | 16       | 3     | 0        | 2     | 2.63     | 1.48    |
| 2016       | 愛媛       | 27    | 2     | 2     | 3        | 1     | .500  | 39.1     | 180   | 39       | 0           | 30       | 24       | 4        | 21    | 12       | 2     | 0        |       | 2.75     | 1.60    |
| BCL通算    | BCL通算    | 35    | 0     | 2     | 0        | 0     | .000  | 54.2     | 249   | 61       | 1           | 56       | 19       | 5        | 25    | 16       | 3     | 0        | 2     | 2.63     | 1.48    |
| 四国IL通算 | 四国IL通算 | 27    | 2     | 2     | 3        | 1     | .500  | 39.1     | 180   | 39       | 0           | 30       | 24       | 4        | 21    | 12       | 2     | 0        |       | 2.75     | 1.60    |

### 背番号
- 15（2013年）
- 69（2014年 - 2015年）
- 28（2016年）